# Manuel Piñeiro
Manuel Piñeiro Losada (ur. 1934 zm. 1998), kubański polityk komunistyczny, funkcjonariusz wywiadu.
Odpowiadał za organizację struktur kubańskich służb wywiadowczych po przejęciu władzy przez Fidela Castro, później pracował w ich kierownictwie. W latach 1964–1968 pełnił funkcję wiceministra spraw wewnętrznych. Następnie stanął na czele dyrekcji wywiadu ds. Ameryki Łacińskiej. Wspierał na tym stanowisku radykalne ruchy lewicowe w regionie.
Wchodził w skład Komitetu Centralnego Komunistycznej Partii Kuby od 1965 do przejścia na emeryturę w 1997. Zginął w wypadku samochodowym.